# 佩拉纳马卢尔
佩拉纳马卢尔（Peranamallur），是印度泰米尔纳德邦Tiruvanamalai县的一个城镇。总人口5554（2001年）。

## 人口
该地2001年总人口5554人，其中男性2739人，女性2815人；0—6岁人口550人，其中男301人，女249人；识字率68.76%，其中男性为79.63%，女性为58.19%。